# ソウル江南医大生恋人殺害事件
ソウル江南医大生恋人殺害事件（ソウルカンナムいだいせいこいびとさつがいじけん）は、2024年5月6日、江南駅近くのビル屋上で医大生Aが別れようと言った恋人Bを殺害した事件。被疑者Aが2018学年度大学修学能力試験の満点者出身で話題になった。

## 概要
被疑者Aは京畿道華城市にあるディスカウントストアで凶器を前もって購入した。 Aは、令状実質審査で犯行を事前計画したという事実を認めた。

## 事件
5月6日午後5時20分頃、警察署に「誰かがビルの屋上から飛び降りようとしている」という届出が寄せられた。 Aは、「普段食べていた薬が入ったカバンを屋上に置いてきた」と警察に述した。 その後、警察がビルを再び捜索していたところ、屋上で死亡しているBの遺体を発見した。

## 裁判
裁判の過程で、被害者Bの父親が「AがBを利用しガスライティングした」と証言した。
2024年12月20日、ソウル地方裁判所は、Aの再犯の可能性を低く評価し、懲役26年を宣告しました。裁判所は、被害者が無防備な状態で殺害され、凶器の事前購入など緻密な計画犯罪であったことを指摘しました。被害者遺族はAの厳重な処罰を嘆願し、感情的苦痛を訴え、Aの社会復帰を阻止すると誓いました。A側は減刑を求めて控訴しましたが、Aが法廷に提出した反省文と謝罪の手紙は、裁判所によって真摯な反省とは受け入れられませんでした。
検察は判決に不服として控訴し、2025年6月13日、ソウル高裁でAの刑期が30年に増加し、さらに保護観察5年が追加される判決が下されました。2審裁判所も殺意がはっきりしており、最小限の反省も見せないという理由で量刑を加重しました。